# 西达镇
西达镇，是中华人民共和国河北省邯郸市涉县下辖的一个乡镇级行政单位。

## 行政区划
西达镇下辖以下地区：
西达村、东达村、甘泉村、台华村、西厂村、后匡门村、前匡门村、匡门口村、牛家村、申家村、席家村、河口村、小峰村和大滩村。